# Радикальный абстракционизм
«Радикальный абстракционизм» — серия печатных работ российского художника Авдея Тер-Оганьяна, созданная в 2004 году.

## История создания
Непосредственным толчком к созданию серии работ «Радикальный абстракционизм» в 2004 году стало заключение экспертов по делу выставки «Осторожно, религия!».
Работы из этой серии экспонировались в 2006 году в ГЦСИ в рамках выставки номинантов государственной премии «Инновация». В заявке на участие в конкурсе «Инновации» Авдей Тер-Оганьян написал: «…эти работы поднимают острейшие вопросы о статусе свободного высказывания и взаимоотношений искусства и общества… Художник средствами живописной абстракции и текстового комментария обнажает механизмы манипуляции общественными фобиями и тонко тематизирует наиболее идеологизированную социальную проблематику — религию, порнографию, государственность, преступление. …Имевшие место претензии к произведению оказываются неотрефлектированным эстетическим впечатлением от работы, то есть исключительно претензиями к активной выразительности холстов, где абстракция и комментарий к ней раскрывают зрителю структуру манипулятивной ситуации».

## Бойкот выставки в Лувре Авдеем Тер-Оганьяном
В сентябре 2010 года работы Авдея Тер-Оганьяна из серии печатных работ «Радикальный абстракционизм» (2004) были исключены из программы готовящейся в рамках Года России во Франции выставки «Русский контрапункт»/«Le contrepoint Russe» в Лувре. Со слов представителя ГЦСИ работы Тер-Оганьяна решили не отправлять за рубеж, так как они «содержат призыв к насильственному изменению конституционного строя РФ, а также призыв, направленный на разжигание межрелигиозной ненависти и вражды». «Эти работы из серии „Радикальный абстракционизм“ не получили разрешение от Росохранкультуры на вывоз, поэтому остались в Москве».
25 сентября 2010 года директор музея PERMM Марат Гельман сообщил в своём блоге, что художники Юрий Альберт, Андрей Монастырский, Игорь Макаревич, Виталий Комар и др. отказываются участвовать в выставке в Лувре без Авдея Тер-Оганьяна. И в связи с этим вопрос участия Тер-Оганьяна можно считать решённым. Но уже 26 сентября Авдей Тер-Оганьян выступил с открытым письмом, в котором отказался принимать участие в выставке, если не будут выполнены два условия:
- Его работы для выставки должны быть официально выпущены из Москвы;
- Должен быть продлён российский паспорт художнику Олегу Мавроматти, преследуемому по ст. УК РФ 282, и которому грозит экстрадиция в Россию[8][9].

Тер-Оганьян в письме обратился ко всем участникам выставки с предложением поддержать его позицию, бойкотируя выставку на выдвинутых им условиях.

## Серия «Радикальный абстракционизм»

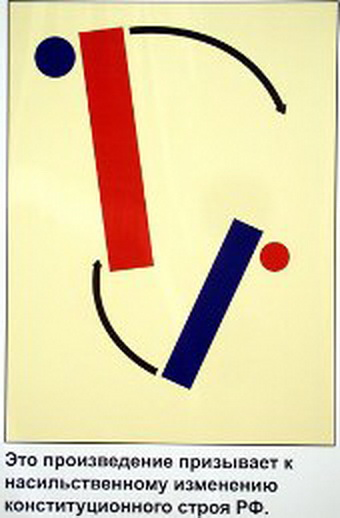
Из проекта «Радикальный абстракционизм». 150×100, х/акр, 2004.
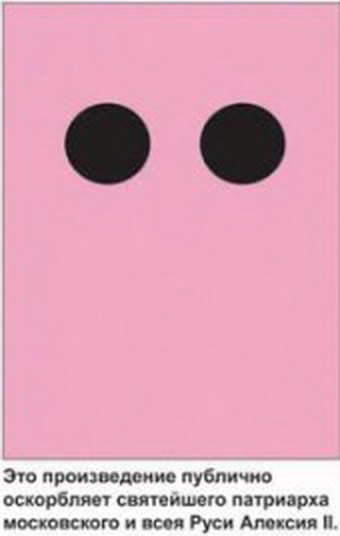
Из проекта «Радикальный абстракционизм». 150×100, х/акр, 2004.
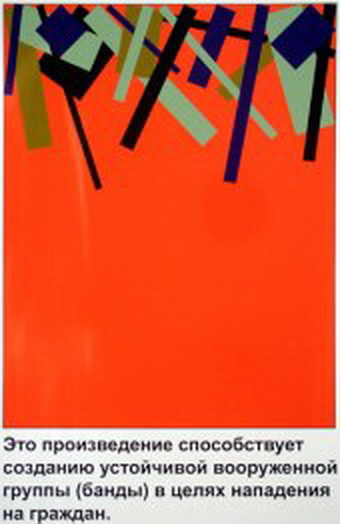
Из проекта «Радикальный абстракционизм». 150×100, х/акр, 2004.
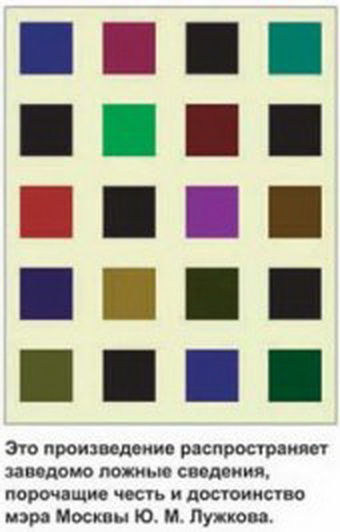
Из проекта «Радикальный абстракционизм». 150×100, х/акр, 2004.
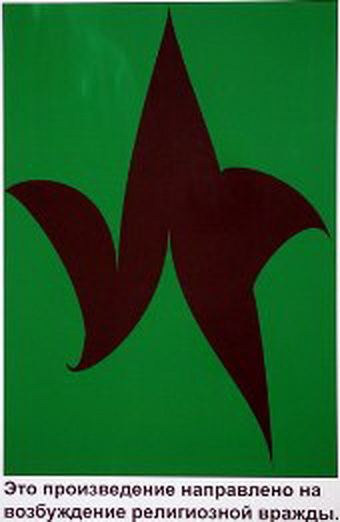
Из проекта «Радикальный абстракционизм». 150×100, х/акр, 2004.
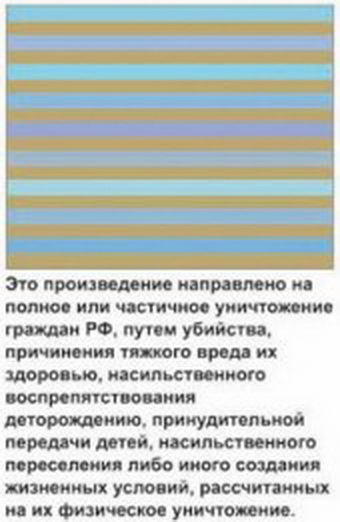
Из проекта «Радикальный абстракционизм». 150×100, х/акр, 2004.
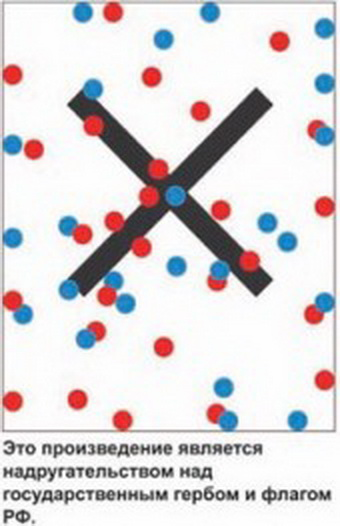
Из проекта «Радикальный абстракционизм». 150×100, х/акр, 2004.
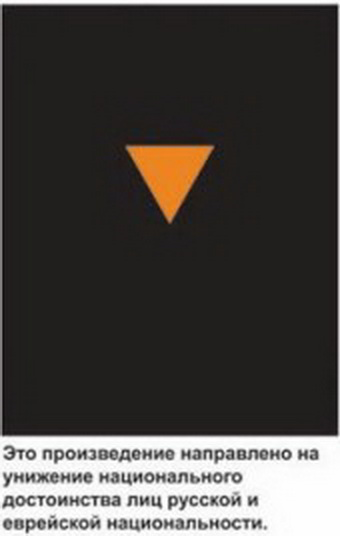
Из проекта «Радикальный абстракционизм». 150×100, х/акр, 2004.
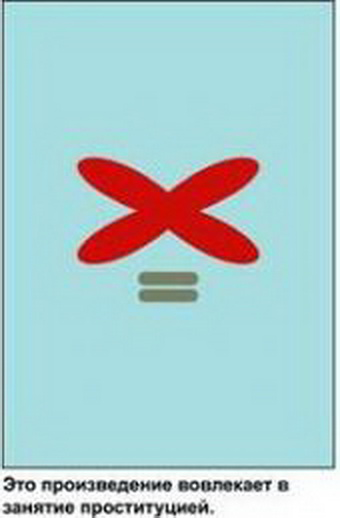
Из проекта «Радикальный абстракционизм». 150×100, х/акр, 2004.
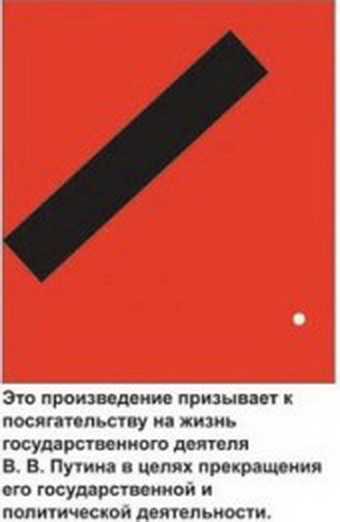
Из проекта «Радикальный абстракционизм». 150×100, х/акр, 2004.
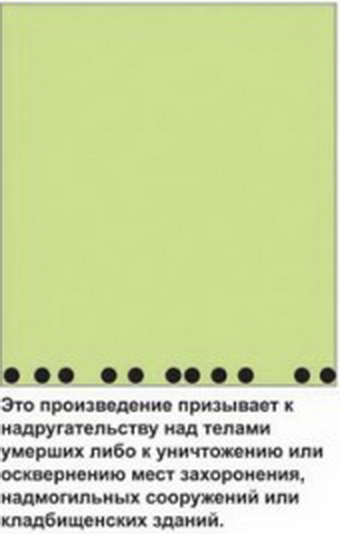
Из проекта «Радикальный абстракционизм». 150×100, х/акр, 2004.
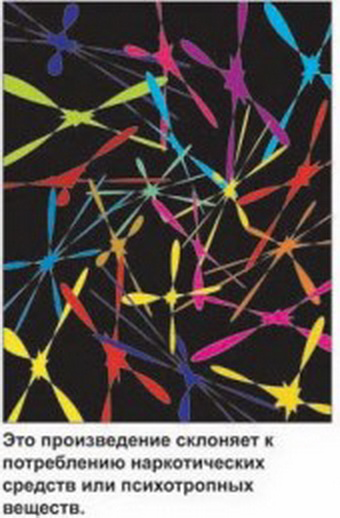
Из проекта «Радикальный абстракционизм». 150×100, х/акр, 2004.
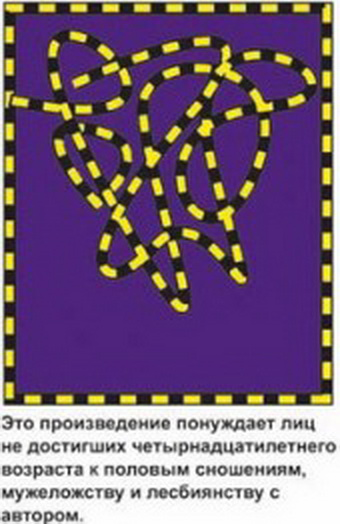
Из проекта «Радикальный абстракционизм». 150×100, х/акр, 2004.
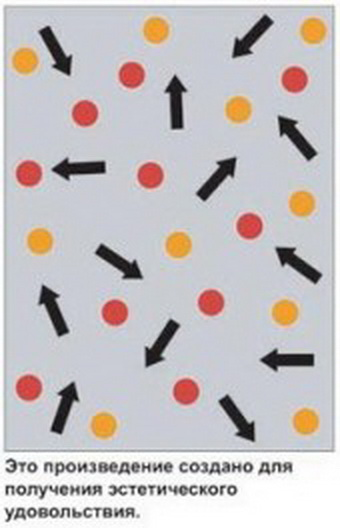
Из проекта «Радикальный абстракционизм». 150×100, х/акр, 2004.

## Цитаты
- «Серия „Радикальный абстракционизм“ была вызвана эпопеей с выставкой „Осторожно, религия!“, на которой православные экстремисты учинили погром, но дело возбудили не против них, а против кураторов Сахаровского центра, обвиненных по 282-й и оштрафованных. Сделана серия вполне по-соц-артовски: ничего не значащие абстракции подписаны идиотскими заключениями на основе статей Уголовного кодекса, вроде: „Это произведение призывает к насильственному изменению конституционного строя РФ“, или „Это произведение направлено на возбуждение религиозной вражды“. При всей своей публицистичности, эти работы — образец тонкой и ироничной игры с языком, демонстрирующий абсурдность однозначных политических прочтений произведения искусства. И то, что пожелавшие остаться анонимными цензоры прочли их буквально, говорит лишь о том, насколько некомпетентно у нас руководящее культурой чиновничество»[13] — Анна Толстова, «Weekend», 2010.
- «Анализ художественной составляющей работ цикла „Радикальный абстракционизм“ может осуществляться разве что в таком (как вышеприведенный) ключе, то есть представляет собой описание нехитрой композиции плюс попытку отыскать намеки на связь изображения с текстом. Вероятно, именно поэтому арт-критики и не пишут ничего о самих работах: графические абстракции — не новость вот уже лет сто как, а идею „хулиганских“ картинок с подписями разрабатывали (и разработали, после чего благополучно „отложили в сторону“) еще московские концептуалисты 80-х годов. Посему критики и переходят сразу к анализу политического мэссэджа произведения, „тактично уклоняясь“ от того, чтобы признать его художественную неоригинальность и, как следствие, пошловатость. Тем самым критики, находящиеся в смежно-корпоративной связке с художниками (ибо, если нет творцов — зачем тогда ценители?), по сути, добровольно начинают играть по правилам самого Тер-Оганьяна, открыто заявляющего: „Я эти свои работы понимаю как исключительно политические, потому что никакой формальной новации нет“»[14] — А. Беляева, «SensusNovus», 2010.